# Heath Hayes and Wimblebury
Heath Hayes and Wimblebury est une paroisse civile du Staffordshire, en Angleterre.